# Grafenschachen
Grafenschachen (węg. Árokszállás, rom. Grumschocha) – gmina w Austrii, w kraju związkowym Burgenland, w powiecie Oberwart. 1 stycznia 2014 liczyła 1,27 tys. mieszkańców.